# Pseudolyra
Pseudolyra is een geslacht van vlinders van de familie spinners (Lasiocampidae).

## Soorten
- P. bubalitica Tams, 1929
- P. caiala (Tams, 1936)
- P. cervina (Aurivillius, 1905)
- P. cinerea (Aurivillius, 1901)
- P. despecta (Le Cerf, 1922)
- P. distincta (Distant, 1899)
- P. divisa Aurivillius, 1925
- P. lineadentata (Bethune-Baker, 1911)
- P. major Hering, 1941
- P. megista Tams, 1931
- P. minima Hering, 1932
- P. miona (Tams, 1936)
- P. parva Tams, 1931